# Iconoclast (álbum)
Iconoclast es el octavo álbum de la banda de metal progresivo estadounidense Symphony X. Fue lanzado el 17 de junio de 2011 en Europa y 21 de junio en los Estados Unidos.

## Temática
El vocalista Russell Allen, al ser entrevistado, dijo que el concepto lírico del álbum se basa en "la idea de las máquinas de hacerse cargo de todo, y toda esta tecnología que ponemos en nuestra sociedad es más o menos que nuestra muerte." Allen dijo en Heavy Metal Thunder que "no es una historia, sino más bien un tema, como el Dark Side of the Moon de Pink Floyd".

## Arte del álbum
Ilustrador y artista conceptual de película Warren Flanagan (Watchmen, El Increíble Hulk, 2012) quien diseñó la portada de Paradise Lost (álbum), regresa como director de arte para Iconoclast. Aquí, nos comparte su proceso creativo en el arte del nuevo disco:
"La idea era crear imágenes que fue un poco más oscuro en el tono de anteriores álbumes de Symphony X y para representar el tema general de Iconoclast en la obra de arte. Todo el concepto de vino de Mike [Romeo], que tenía una idea muy clara de lo que la cubierta debe representar sobre la base de la música. Cuando el título del álbum se decidió, me he centrado en la imagen basada en el significado de la misma, también quería utilizar la fima de la banda " Las Máscaras", pero los presentan de una manera que conectado con el nuevo álbum. "

## Canciones
Iconoclast está disponible como un solo disco, así como una edición especial digipack con tres temas extra. El guitarrista Michael Romeo ha declarado que la edición especial contiene el orden de las pistas que la banda originalmente había destinado al lanzamiento, pero su sello (Nuclear Blast) quería una versión de un solo disco. De acuerdo con Romeo, la canción "Reign In Madness" es el adecuado cierre para el álbum.

### Edición Normal
1. "Iconoclast" – 10:53
2. "The End of Innocence" – 5:29
3. "Dehumanized" – 6:49
4. "Bastards of the Machine" – 4:58
5. "Heretic" – 6:26
6. "Children of a Faceless God" – 6:22
7. "Electric Messiah" – 6:15
8. "Prometheus (I am Alive)" – 6:48
9. "When All Is Lost" – 9:10

### Edición Especial

#### Disco 1
1. "Iconoclast" – 10:53
2. "The End of Innocence" – 5:29
3. "Dehumanized" – 6:49
4. "Bastards of the Machine" – 4:58
5. "Heretic" – 6:26
6. "Children of a Faceless God" – 6:22
7. "When All Is Lost" – 9:10

#### Disco 2
1. "Electric Messiah" – 6:15
2. "Prometheus (I Am Alive)" – 6:48
3. "Light Up the Night" – 5:05
4. "The Lords of Chaos" – 6:11
5. "Reign in Madness" – 8:37

## Músicos
- Russell Allen - Voz
- Michael Romeo - Guitarra
- Michael Pinnella - Teclado
- Michael Lepond - Bajo
- Jason Rullo - Batería